# Abraxas (religion)
Pour les articles homonymes, voir abraxas.

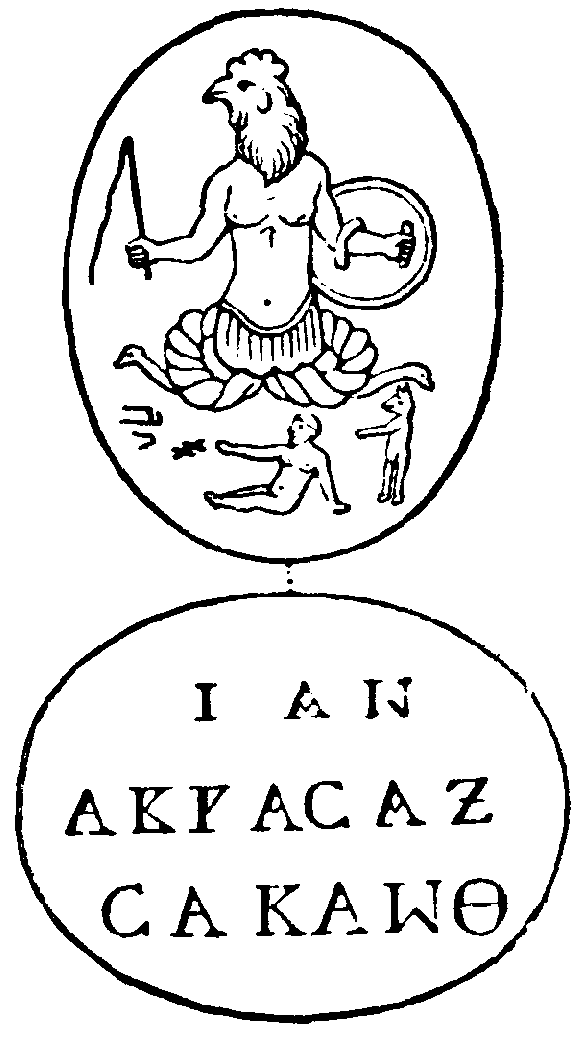
Dessin dans le Nordisk familjebok (1904) reproduisant une gemme gravée d'époque et de provenance inconnues, montrant un dessin d'Abrasax avec une inscription en grec ancien à visée magique : IAW / ABPACAΞ / CABAWΘ (Iaô / Abrasax / Sabaôth, trois théonymes)

Abraxas (grec : Αβραξας), Abrasax, ou encore Abracax, est un terme gnostique, utilisé notamment par Basilide, qui désigne les 365 émanations du dieu suprême. Ce serait en effet une transcription altérée d'un cryptogramme d'origine hébraïque, dont l'interprétation isopséphique renvoie à 365. Le terme se retrouve gravé sur des amulettes ou des talismans qu'on appelle abraxas par métonymie. Pour les chrétiens orthodoxes le terme désigne un démon.

## Origines
Selon Jacques Basnage, Abraxas tire son origine des anciens Égyptiens, car on a trouvé un grand nombre d’amulettes sur lesquelles est représenté Harpocrate assis sur son lotus avec un fouet à la main, et le mot abrasax.
Ce serait un cryptogramme d'origine hébraïque, écrit initialement sur deux lignes ABRA / XAS, qui lues en boustrophédon hébraïque, font ARBA / XAS, c'est-à-dire : « Que Dieu (ARBA) protège (XAS) ».

## Représentations
Il est généralement représenté sous la forme d'un anguipède aléctorocéphale (ou alectrocéphale, un être avec une tête de coq et des serpents à la place des pieds) et un fouet à la main. Parfois il est aussi décrit avec une tête de lion, ou encore comme un roi portant une couronne.
Son bouclier porte souvent le nom du dieu IAW (Iaô), forme hellénisée du nom du dieu juif, référence à des passages bibliques où il est dit que Dieu est le bouclier de l'homme. Il porte une cuirasse militaire, sans doute en rapport avec le nom de Sabaôth (Seigneur des armées) qui figure souvent sur les intailles. Mais son arme est un fouet.
Ce dieu est souvent associé à Osiris, Harpocrate, Panthée, Hécate.
Il est figuré avec des serpents en guise de jambes, comme les géants de la mythologie grecque (γιγαc), dont le nom est rapproché de l'hébreu GiBW signifiant « un homme grand ». Il faut peut-être le rapprocher des descendants des anges descendus sur Terre ayant engendré des géants avec les femmes.
La glyptique romaine du IIe au IVe siècle le fait souvent figurer sur des intailles, en particulier en jaspe sanguin, dans des intailles magico-religieuses dont le département des Monnaies Médailles et Antiques de la Bibliothèque Nationale de France conserve une quarantaine d'exemplaires.

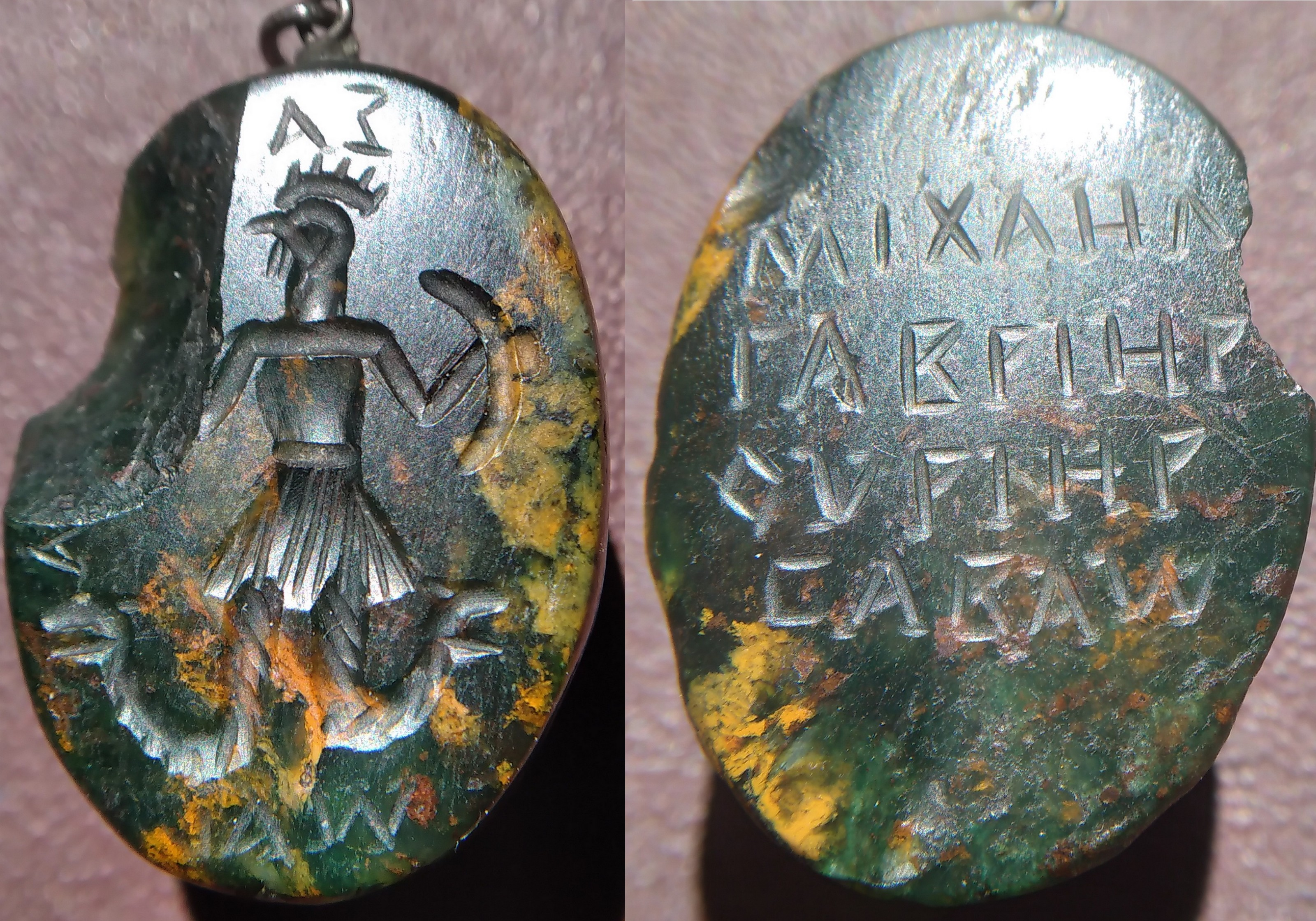
intaille en jaspe sanguin, figurant l'anguipède alectrocéphale, sous lequel est inscrit "IAW" (Iaô, forme hellénisée du nom du dieu juif), et à l'endroit de l'éclat A[BPAC]AΞ (Abrasax), et au revers les noms des archanges "MIXAHΛ / ΓABPIHP / OVPIHP / CABAW" (Michael / Gabrier / Urier / Sabao[th])

## Significations
Plusieurs interprétations du terme existent,.
Les basilidiens, hérétiques du IIe siècle, auraient utilisé le terme pour désigner l'ensemble des éons, émanations divines, sortes de génies ou anges, qui présidaient aux 365 cieux. D'autres interprètent le terme comme étant le dieu suprême, mais ce n'est pas conforme à la doctrine de Basilide,.
Le terme abraxas composé de sept lettres fait référence dans le système gnostique aux sept planètes (et par extension aux sept archanges, aux sept péchés, aux sept jours, etc.) Décomposées selon le système grec de numérotation (A=1, B=2, R=100, X=60, S=200), puis additionnées, les sept lettres du terme donnent le nombre de jours du cycle annuel, soit 365,. Par une logique semblable à celle de la Grande Année, il pourrait être le symbole de la totalité de la Création, du cosmos et de la Connaissance (gnosis).
Selon Saint Jérôme, Abraxas correspondrait au nom mystique et caché de Mithra ou du Soleil, dont la somme des lettres, en grec (αβραξας), donne le nombre 365 correspondant aux jours d'une année solaire.

## Utilisations
- La formule magique abracadabra proviendrait du terme abraxas[8].
- Une croix-amulette en argent datée du VIIIe siècle et dont l'inscription évoque la formule magique Abracadabra a été découverte en 1910 dans une tombe située sous le chœur de la cathédrale de Lausanne. La formule était notamment utilisée pour guérir de la malaria[9],[10].
- La représentation et le terme d'abraxas furent utilisés comme contre-sceau par l'ordre du Temple afin de signer les missives confidentielles et/ou secrètes[8].

## Autres médias
- Dans le "Dictionnaire infernal" 1863 de Jacques Collin de Plancy.
- Dans Le Livre rouge de Carl Gustav Jung (dans les Sept Sermons aux Morts notamment), l'Abraxas est principe efficient, la divinité suprême ou la notion même de divinité, située au-dessus d'Hélios (le bien) et du Diable (le mal), ni bonne ni mauvaise, et à peine différenciée du Plérôme.
- En littérature, Hermann Hesse exploite le sujet dans son œuvre Demian. Il le définit comme une divinité ayant la tâche de concilier l'élément divin et l'élément démoniaque, à l'opposé du Dieu biblique qui lui ne reflète que la partie noble et lumineuse de la Vie.
- Dans Le Septième Templier d'Eric Giacometti et Jacques Ravenne, le mot Abrax, ou « Abraxas » et sept de ses possibles significations sont mentionnées dans le chapitre 22, page 222. Dans cet ouvrage, Abrax serait la clé d'une énigme, afin de trouver le secret des Templiers.
- L'ouvrage d'Hugo Pratt intitulé Fable de Venise (p. 26 et p. 45) expliquerait la quête du héros au sujet de ce symbole relié à l'émeraude du roi Salomon.
- Abraxas et la doctrine basilidienne servent de base au manga Sanctum.
- Dans L'Utopie de Thomas More, Abraxa désigne le nom de la région qui va être transformée en Utopie avec l'arrivée du roi Utopus[11].
- Abraxas est le nom donné à un espace constitué de trois immeubles de grands ensembles à Noisy-Le-Grand-Mont-D'Est, en Seine-Saint-Denis. Dessiné par l'architecte espagnol Ricardo Bofill, Abaraxas a servi de décors pour plusieurs films[12],[13].
- Abraxas est le nom de l'album de Santana, sorti le 23 septembre 1970 sur Columbia Records.
- Dans la série tv Charmed, Saison 2 épisode 1, Abraxas vole le livre des trois sœurs Halliwell.
- Dans la série tv Supernatural, Abraxas est le démon qui a tué la famille de Nick, antagoniste de la série.
- Abraxas est le titre d'un récit publié par Jacques Audiberti en 1938 aux éditions Gallimard, réédité dans la collection "L'imaginaire" en 1969.
- Abrasax est le nom de la Famille la plus puissante du Cosmos dans le film Jupiter : Le Destin de l'Univers.
- Abraxas Malfoy est un personnage de la saga Harry Potter. Il est le père de Lucius Malfoy et donc le grand-père de Draco Malfoy.